# Этова (округ)
Э́това (англ. Etowah County) — округ в штате Алабама, США.

## География
Округ, самый маленький в Алабаме, расположен в северо-восточной части штата, со всех сторон граничит с другими округами Алабамы. Название округа — слово из языка индейцев крики, имеющее несколько разных значений. Столица и крупнейший город — Гадсден. Открытые водные пространства занимают 36 км², что составляет 2,5% от общей площади округа в 1386 км². В округе 17 городов (city и town).

### Соседние округа
|           | Маршалл | Де-Калб |  |  |
| Блант     | север   | Чероки  |  |  |
| Блант     | Этова   | Чероки  |  |  |
| Блант     | юг      | Чероки  |  |  |
| Сент-Клэр |         | Калхун  |  |  |

## История
Округ был образован путём отделения южной части округа Декалб 7 декабря 1866 года под названием Бэйн (англ. Baine County) в честь солдата армии конфедератов Дэвида Бэйна (англ. David W. Baine), но уже 1 декабря 1868 года переименован в Этова.

## Транспорт
Через округ проходят следующие крупные автодороги:
- автомагистраль I-59
- автомагистраль I-759
- федеральная трасса U.S. Route 11
- федеральная трасса U.S. Route 278
- федеральная трасса U.S. Route 411
- федеральная трасса U.S. Route 431
- трасса Alabama State Route 77
- трасса Alabama State Route 132
- трасса Alabama State Route 291

Железные дороги округа обслуживают компании Alabama & Tennessee River Railway и Norfolk Southern Railway.

## Демография
Расовый состав:
- Белые — 82,9%
- Афроамериканцы — 14,7%
- Азиаты — 0,4%
- Коренные американцы — 0,3%
- Гавайцы или уроженцы Океании — 0,0%
- Две и более расы — 0,9%
- Прочие — 0,8%
- Латиноамериканцы (любой расы) — 1,7%

| 1870 год — 10 109 жителей 1880 — 15 398 (+52,3%) 1890 — 21 926 (+42,4%) 1900 — 27 361 (+24,8%) 1910 — 39 109 (+42,9%) 1920 — 47 275 (+20,9%) | 1930 — 63 399 (+34,1%) 1940 — 72 580 (+14,5%) 1950 — 93 892 (+29,4%) 1960 — 96 980 (+3,3%) 1970 — 94 144 (-2,9%) 1980 — 103 057 (+9,5%) | 1990 — 99 840 (-3,1%) 2000 — 103 459 (+3,6%) 2010 — 104 430 (+0,9%) 2011 — 104 303 (оценка) |

## Достопримечательности
- Песчаная гора (Sand Mountain) (частично)
- Обзорная гора (Lookout Mountain) (частично)
- Парк «Водопады Ноккалула» (Noccalula Falls Park)[3]